# Ileana Sărăroiu
Ileana Sărăroiu, născută Elena Sărăroiu (n. 25 septembrie 1936, Mahalaua, Dâmbovița, în prezent Valea Voievozilor— d. 13 mai 1979, Unirea, Călărași), a fost o interpretă română de muzică populară, romanțe și muzică ușoară.

## Biografie
Fiica țăranilor Vasile și Joița Sărăroiu.

## Debutul și activitatea artistică
Artista a debutat la Casa de Cultură din Târgoviște. După absolvirea Școlii populare de artă pleacă la București. Este angajată la sugestia lui Harry Negrin la Teatrul „Ion Vasilescu”. În 1958 cântă la hotelul-restaurant Minerva din Craiova. Activează apoi în cadrul Ansamblului de cântece și dansuri al D.G.S.M. (Direcția Generală a Serviciului Muncii) și Ansamblului Aviației, iar din anul 1964 la Ansamblul „Ciocârlia”. A fost colaboratoare a Radioteleviziunii Române.
Face prima imprimare în 1964, la Radio București, iar în 1966 lansează primul disc la casa de discuri Electrecord.
Cântă la restaurantele bucureștene Cina (din 1964), Athénée Palace și Balada (al Hotelului Intercontinental).
Face numeroase turnee în țară și în străinătate, mai ales în Israel. Este prezentă la numeroase emisiuni ale Radioteleviziunii Române și își imprimă cântecele la casa de discuri Electrecord și la Radio.
Pe parcursul întregii sale cariere, își îmbogățește repertoriul cu cântece populare de la poalele munților Bucegi și Făgăraș.
Le-a numit interpretele sale preferate pe Maria Tănase, Ioana Radu și Rodica Bujor.

### Decesul
Se stinge din viață neașteptat în noaptea de 12 spre 13 mai 1979, la o nuntă din Călărași, din cauza unui anevrism ce i-a provocat un accident vascular cerebral. Este înmormântată la cimitirul „Sfânta Vineri” din București.